# Мольцер, Йозеф
Йо́зеф Мо́льцер (нем. Josef Molzer; 28 февраля 1906, Вена — 29 августа 1987, Вена) — австрийский футболист, играл на позиции нападающего. По завершении игровой карьеры — тренер, возглавлял сборную Австрии.
Выступал, в частности, за клубы «Аустрия», «Фёрст», а также национальную сборную Австрии.
Трёхкратный обладатель Кубка Австрии, обладатель Кубка Митропы.

## Клубная карьера
Во взрослом футболе дебютировал в 1926 году выступлениями за клуб «Рапид» (Вена), в котором провел один сезон, приняв участие в 3 матчах чемпионата. В том же сезоне, во второй его части, сыграл 11 матчей в составе клуба «Аустрия» (Вена). Летом 1927 года перешел в состав клуба «Флорисдорф», где два года был одним из ведущих игроков клуба.
Своей игрой за последнюю команду вновь привлек внимание представителей тренерского штаба клуба «Аустрия» (Вена), в состав которого вернулся в 1929 году. В этот раз играл за венскую команду следующие семь сезонов своей игровой карьеры. За это время завоевал два титула обладателя кубка Австрии и один кубок Митропы в 1933 году.
В 1936 году в конце сезона 1935/36 годов перешел в команду «Фёрст». На два с половиной года закрыл проблемную позицию правого нападающего, освободившуюся после тяжелой травмы многолетнего правого крайнего клуба Антона Брозенбауера. Команда заняла второе место в том сезоне, а также вышла в финал кубка, где проиграла бывшему клубу Мольцера — «Аустрии» — 0:3. Выступал в поединках кубка Митропы 1936 года. «Виенна» уверенно переиграла чемпиона Венгрии «Хунгарию» (2:0 и 5:1), но уступила по сумме двух матчей итальянской «Амброзиане-Интер» (2:0, 1:4). В чемпионате Австрии клуб Мольцера занял третье место, а также одержал победу в кубке Австрии. Именно Йозеф стал героем финального матча против «Винер Шпорт-Клуб». Мольцер забил два гола на 53-й и 64-й минутах матча и обеспечил команде победу со счетом 2:0. А вообще в том розыгрыше забил 5 голов в четырех матчах. В начале следующего сезона «Виенна» снова выступала в кубке Митропы. Мольцер сыграл все 6 матчей и забил 1 гол, а его команда сначала лишь в переигровке победила «Янг Феллоуз» (2:1, 0:1, 2:0), а потом так же в переигровке уступила будущему чемпиону — «Ференцварошу» (1:2, 1:0, 1:2). В чемпионате команда стала лишь пятой, а в кубке выбыла в 1/4 финала. После окончания сезона завершил карьеру игрока.

## Выступления за сборную
В 1932 году дебютировал в официальных матчах в составе национальной сборной Австрии. Австрия встречалась в товарищеском матче со Швецией. Мольцер выступал на привычной позиции правого крайнего, а его партнерами по нападению были австрийские знаменитости Маттиас Синделар и Антон Шалль. Матч завершился победой австрийцев со счетом 4:3, а Мольцер забил четвертый гол своей команды, сделав счет 4:2. Через несколько месяцев во второй раз сыграл в сборной в товарищеской игре против Венгрии (3:2). На позиции Йозефа в национальной команде был очень сильный конкурент — Карл Цишек, который много лет не будет давать никому шансов попасть в состав сборной на правый фланге нападения.

## Карьера тренера
Начал тренерскую карьеру в 1946 году, возглавив тренерский штаб клуба «Штурм» (Грац). 1951 года стал главным тренером команды «Мюнхен 1860», тренировал клуб из Мюнхена один год. Также работал в еще одной немецкой команде — «Вестфалия 04».
В течение 1955 года впервые возглавил тренерский штаб национальной сборной Австрии. Потом ненадолго уступил тренерский мостик Карлу Гайру, но впоследствии вернулся в команду. Работал в команде в 1958 году в паре с Йозефом Аргауэром. Дуэт тренеров вывел команду на Чемпионат мира 1958. Команде очень не повезло со жребием, ведь она попала в настоящую «группу смерти», где также играли Бразилия, Англия и СССР, каждая из которых входила в число фаворитов турнира. В итоге австрийцы набрали лишь одно очко в мате с Англией.(2:2). Проработав со сборной еще в двух матчах после ЧМ, Мольцер покинул команду.
Умер в сентябре 1987 года на 82-м году жизни.

## Достижения
- Обладатель Кубка Австрии (3):

«Аустрия» (Вена): 1932—1933, 1934—1935
«Ферст Виенна»: 1936—1937
- Обладатель Кубка Митропы (1):

«Аустрия» (Вена): 1933

## Статистика выступлений
| Клуб               | Сезон              | Лига | Лига | Кубок Австрии | Кубок Австрии | Кубок Митропы | Кубок Митропы | Итого | Итого |
| Клуб               | Сезон              | Игры | Голы | Игры          | Голы          | Игры          | Голы          | Игры  | Голы  |
| ------------------ | ------------------ | ---- | ---- | ------------- | ------------- | ------------- | ------------- | ----- | ----- |
| Адмира (Вена)      | 1924/25            | 1    | 0    | 1             | 0             | -             | -             | 2     | 0     |
| Адмира (Вена)      | 1925/26            | 9    | 2    | 2             | 0             | -             | -             | 11    | 2     |
| Адмира (Вена)      | Итого              | 10   | 2    | 3             | 0             | 0             | 0             | 13    | 2     |
| Рапид (Вена)       | 1926/27            | 3    | 1    | 0             | 0             | -             | -             | 3     | 1     |
| Рапид (Вена)       | Итого              | 3    | 1    | 0             | 0             | 0             | 0             | 3     | 1     |
| Аустрия (Вена)     | 1926/27            | 11   | 0    | 5             | 4             | -             | -             | 16    | 4     |
| Аустрия (Вена)     | Итого              | 11   | 0    | 5             | 4             | 0             | 0             | 16    | 4     |
| Флоридсдорф        | 1927/28            | 20   | 6    | 3             | 1             | 0             | 0             | 23    | 7     |
| Флоридсдорф        | 1928/29            | 21   | 8    | 2             | 1             | 0             | 0             | 23    | 9     |
| Флоридсдорф        | Итого              | 41   | 14   | 5             | 2             | 0             | 0             | 46    | 16    |
| Аустрия (Вена)     | 1929/30            | 16   | 5    | 5             | 2             | 0             | 0             | 21    | 7     |
| Аустрия (Вена)     | 1930/31            | 18   | 10   | 8             | 1             | 0             | 0             | 26    | 11    |
| Аустрия (Вена)     | 1931/32            | 21   | 15   | 2             | 2             | 0             | 0             | 23    | 17    |
| Аустрия (Вена)     | 1932/33            | 19   | 6    | 6             | 3             | 0             | 0             | 25    | 9     |
| Аустрия (Вена)     | 1933/34            | 21   | 3    | 3             | 1             | 6             | 0             | 30    | 4     |
| Аустрия (Вена)     | 1934/35            | 18   | 4    | 5             | 3             | 1             | 0             | 24    | 7     |
| Аустрия (Вена)     | 1935/36            | 9    | 0    | 0             | 0             | 7             | 1             | 16    | 1     |
| Аустрия (Вена)     | Итого              | 122  | 43   | 29            | 12            | 14            | 1             | 165   | 56    |
| Всего за «Аустрию» | Всего за «Аустрию» | 133  | 43   | 34            | 16            | 14            | 1             | 181   | 60    |
| Фёрст (Вена)       | 1935/36            | 6    | 2    | 1             | 0             | 0             | 0             | 7     | 2     |
| Фёрст (Вена)       | 1936/37            | 19   | 5    | 4             | 5             | 4             | 0             | 27    | 10    |
| Фёрст (Вена)       | 1937/38            | 18   | 6    | 2             | 4             | 6             | 1             | 26    | 11    |
| Фёрст (Вена)       | Итого              | 43   | 13   | 7             | 9             | 10            | 1             | 60    | 23    |
| Всего за карьеру   | Всего за карьеру   | 230  | 73   | 49            | 27            | 24            | 2             | 303   | 102   |

## Ссылка
- Профиль игрока и профиль тренера (англ.) на сайте Transfermarkt
- Профиль на сайте worldfootball.net (англ.)
- Профиль игрока на сайте EU-Football.info (англ.)
- Карьера тренера сборной (англ.)
- Профиль на сайте National Football Teams (англ.)